# Akihito Ozawa
Akihito Ozawa (小澤 章人 Ozawa Akihito?, nacido el 10 de agosto de 1992 en Saitama) es un futbolista japonés que se desempeña como guardameta.

## Trayectoria

### Clubes
| Club               | País  | Año    |
| ------------------ | ----- | ------ |
| SP Kyoto FC        | Japón | 2015   |
| Albirex Niigata    | Japón | 2016   |
| Blaublitz Akita    | Japón | 2017   |
| AC Nagano Parceiro | Japón | 2018 - |

## Estadística de carrera

### J. League
| Club            | Año   | J. League | J. League | Copa J. League | Copa J. League | Total | Total |
| Club            | Año   | Part.     | Goles     | Part.          | Goles          | Part. | Goles |
| --------------- | ----- | --------- | --------- | -------------- | -------------- | ----- | ----- |
| Albirex Niigata | 2016  | 0         | 0         | 0              | 0              | 0     | 0     |
| Blaublitz Akita | 2017  | 17        | 0         | -              | -              | 17    | 0     |
| Total           | Total | 17        | 0         | 0              | 0              | 17    | 0     |